# Stanisław Wróblewski (generał)
Stanisław Andrzej Wróblewski h. Ślepowron (ur. 13 grudnia 1868 w Skwirze, zm. 14 lipca 1949 w Warszawie) – generał dywizji Wojska Polskiego, kawaler Orderu Virtuti Militari.

## Życiorys
Urodził się 13 grudnia 1868 w Skwirze k. Kijowa, w rodzinie Jana i Zofii z Jelskich. Był starszym bratem Jana Karola, także generała WP. Po ukończeniu w 1885 pięcioklasowego Gimnazjum Św. Anny w Krakowie, uczył się w Szkole Kadetów Piechoty w Łobzowie pod Krakowem. W 1888 zdał egzaminy i jako kadet rozpoczął służbę w austriackim 91 Pułku Piechoty w Budziejowicach. 1 maja 1891 otrzymał awans na stopień podporucznika piechoty cesarskiej i królewskiej armii. Doskonalił później swoją wiedzę w korpuśnej szkole w Pradze, na kursach oficerów sztabowych w Wiedniu. Od 1903 w stopniu kapitana. W latach 1904–1906 instruktor w Szkole w Łobzowie, a w latach 1912–1914 w Wojskowej Szkole Realnej. W stopniu kapitana piechoty służył w 95 pułku piechoty armii Austro-Węgier stacjonującym we Lwowie, major z 1914, podpułkownik z 1916. W czasie I wojny światowej na stanowiskach dowódczych m.in. dowódca kompanii, batalionu, ale z przerwami na służbę jako instruktor.
Od listopada 1918 w Wojsku Polskim. Od stycznia 1919 do 1920 dowódca 2 pułku Strzelców Podhalańskich. W czasie wojny polsko-bolszewickiej dowódca 1 Brygady Górskiej. Odznaczył się w bojach. 22 maja 1920 został zatwierdzony w stopniu pułkownika ze starszeństwem z dniem 1 kwietnia z 1920. W latach 1921–1924 szef Departamentu I Piechoty Ministerstwa Spraw Wojskowych.
W 1922 został zweryfikowany w stopniu generała brygady ze starszeństwem z dniem 1 czerwca 1919, a 1 grudnia 1924 został mianowany generałem dywizji ze starszeństwem z dniem 15 sierpnia 1924 i 8. lokatą w korpusie generałów.
W latach 1924–1926 dowodził 7 Dywizją Piechoty w Częstochowie. Podczas przewrotu majowego zwolennik J. Piłsudskiego, spacyfikował i opanował Częstochowę oraz postawił garnizon do dyspozycji Marszałka. W latach 1926–1930 był dowódcą Okręgu Korpusu Nr V w Krakowie. 20 maja 1930 został zwolniony ze stanowiska dowódcy okręgu korpusu z zachowaniem dotychczasowego dodatku służbowego, a z dniem 31 sierpnia tego roku przeniesiony w stan spoczynku.
Osiadł w Warszawie, gdzie zmarł. Został pochowany na Cmentarzu Wojskowym na Powązkach w Warszawie (kwatera A 20-7-22).

## Ordery i odznaczenia
- Krzyż Srebrny Orderu Wojskowego Virtuti Militari (1921)[4]
- Krzyż Komandorski Orderu Odrodzenia Polski (2 maja 1923)[5][6][7]
- Krzyż Walecznych (dwukrotnie)[8]
- Złoty Krzyż Zasługi (17 marca 1930)[9]
- Medal Niepodległości (24 października 1931)[10]
- Medal Pamiątkowy za Wojnę 1918–1921[8]
- Medal Dziesięciolecia Odzyskanej Niepodległości[8]
- Brązowy Medal za Długoletnią Służbę[8]
- Krzyż Wielki Orderu św. Sawy (Jugosławia, 1931)[11]
- Krzyż Oficerski Orderu Legii Honorowej (Francja)[8]